# وليم ماين
وليم ماين (بالإنجليزية: William Mayne)‏ (16 مارس 1928، كينغستون أبون هال في المملكة المتحدة - 24 مارس 2010)؛ كاتِب ومؤلِّف، مُتخصِّص في أدب الأطفال وروائي بريطاني.

## روابط خارجية
- وليم ماين على موقع IMDb (الإنجليزية)
- وليم ماين على موقع قاعدة بيانات الفيلم (الإنجليزية)
- وليم ماين على موقع كينوبويسك (الروسية)